# 호원고등학교
호원고등학교(虎院高等學校)는 대한민국 경기도 의정부시 호원동에 있는 공립 고등학교이다.

## 학교 연혁
- 2000년 1월 8일 : 호원고등학교 보통과 36학급, 특수학급 3학급 설립인가
- 2000년 3월 1일 : 초대 정상배 교장 취임
- 2000년 9월 8일 : 신축 교사로 이전
- 2003년 2월 14일 : 제1회 졸업식 (497명 졸업)
- 2003년 5월 1일 : 한어울 식당 증축
- 2021년 3월 1일 : 제8대 김계진 교장 취임
- 2024년 1월 5일 : 제22회 졸업식 (245명 졸업)
- 2024년 3월 4일 : 260명 입학

## 참고 자료
- 호원고등학교 - 한국교육학술정보원 학교알리미